# Early Recordings
Early Recordings är ett album av Joan Osborne, släppt 5 november 1996. Förutom 'His Eyes Are a Blue Million Miles' består det av liveinspelningar, främst från Joan Osbornes debutalbum, Soul Show: Live at Delta 88.

## Låtlista
1. Fly Away (Osborne) - 3:52
2. Dreamin' About the Day (Osborne) - 3:58
3. His Eyes Are a Blue Million Miles (Captain Beefheart) - 3:56
4. Fingerprints (Osborne) - 4:38
5. 4 Camels (Osborne) - 3:49
6. What You Gonna Do (Osborne) - 4:57
7. Match Burn Twice (Osborne) - 3:53
8. Billie Listens (To Your Heartbreak) (Osborne) - 4:39
9. Wild World (Osborne) - 4:52
10. Son of a Preacher Man (Hurley, Wilkins) - 6:01
11. Get Up Jack - 4:21